# Dromiciops bozinovici
El monito del monte de Pancho (Dromiciops bozinovici) es una de las 3 especies que integran el singular género de marsupiales Dromiciops. Habita en bosques templados del sudoeste de Sudamérica. 

## Taxonomía
Descripción original
Dromiciops bozinovici fue descrita originalmente en el año 2016 por los zoólogos de la Universidad Austral de Chile Guillermo D'Elía, Natalí Hurtado y Alejandro D'Anatro, con el mismo nombre científico.
Holotipo
El ejemplar holotipo designado es el catalogado como: UACH 1054. Se encuentra depositado en el gabinete de ejemplares tipo de la sección de Mamíferos de la Universidad Austral de Chile, con asiento en la ciudad de Valdivia, Chile. 
Etimología
Etimológicamente, el término genérico Dromiciops refiere a la semejanza entre este animal y el lirón de Tasmania (Dromicia nana —hoy Cercartetus nanus—). El sufijo -ops, se deriva de la palabra del idioma griego ops, que significa 'aspecto' o 'apariencia', es decir, "animal con apariencia de Dromicia".
El nombre específico bozinovici es un epónimo que refiere al apellido de la persona a quien fue dedicada, Francisco “Pancho” Bozinovic, un fisiólogo evolutivo chileno, autor de una extensa obra, fundamental para entender la historia natural de los micromamíferos que habitan en Chile, en la cual se incluyen trabajos sobre el gasto energético y el letargo invernal del monito del monte.

### Historia sistemática
Hasta el año 2016 se creía que el género Dromiciops era monotípico, estando todas sus poblaciones adscriptas a una única especie, Dromiciops gliroides. En el año 2008 se demostró que lo que se creía un único clado en realidad presentaba una marcada estructura filogeográfica formada por 3 grupos alopátricos bien diferenciados.
Sobre esta base, se estudió la variación morfológica de Dromiciops, concluyéndose que el patrón geográfico de la misma es congruente con el patrón filogeográfico, por lo que la evidencia morfológica y molecular demostró la existencia de 3 especies, las que son fácilmente separables sobre particularidades de sus rasgos dentales y craneales. Esto fue dado a conocer en una publicación del año 2016, en la cual se describió a Dromiciops bozinovici y a una tercera especie de este género: Dromiciops mondaca.
Sin embargo, un estudio posterior postuló que la estructuración filogenética comprobada en el estudio de D'Elia y colaboradores no necesariamente implicaría el establecimiento de dos nuevas especies adicionales ni obligadamente reflejaría variaciones morfológicas. Se planteó que la variación craneal de los individuos estaría ligada a cambios ambientales latitudinales, como parte de una plasticidad fenotípica propia del taxón, por lo tanto, concluyeron que no había pruebas suficientes para contradecir que el género se componía de una sola especie: Dromiciops gliroides.
Un nuevo estudio, obra de Julián F. Quintero-Galvis, Pablo Sáenz-Agudelo, Juan L. Celis-Diez, Guillermo C. Amico, Soledad Vázquez, Aaron B. A. Shafer y Roberto F. Nespolo, publicado en el año 2020, terminó por confirmar que el género era multiespecífico. Sobre un lote de muestras correspondientes a 159 especímenes, de 31 localidades de Argentina y Chile, se realizó una reconstrucción filogenética utilizando secuencias de 2 genes de ADN mitocondrial y 4 de ADN nuclear. La datación del tiempo de divergencia estimado fue conseguida mediante calibración fósil. El análisis filogenético resultó en la constatación de 4 clados bien apoyados, con distribuciones geográficas discretas. El clado más antiguo y diferenciado corresponde al de la distribución más septentrional (35,2ºS a 39,3ºS), correspondiente a D. bozinovici, especie que compartió un ancestro común con D. gliroides (clados del sur) hace unos 13 Ma, con los cuales presenta un porcentaje estimado de divergencia en mtDNA elevado (rango: 7,3-12 %). Los clados del sur (D. gliroides y D. mondaca, 39,6ºS a 42,0ºS), mostraron un tiempo de divergencia que varió de 9,57 a 6,5 Ma. Se detectó una fuerte estructura genética de norte a sur, pero no entre las poblaciones de laderas opuestas de la cordillera de los Andes, o entre las poblaciones de la isla Grande de Chiloé respecto a las de la tierra firme inmediata. También se recuperó un cuarto clado, dentro del área correspondiente a D. gliroides, sobre el cual proseguirán más estudios.
Los 3 principales linajes genéticos de Dromiciops, cuya divergencia se atribuyó inicialmente a glaciaciones del Pleistoceno, resultaron ser consecuencia en realidad de eventos geológicos mucho más antiguos. La fuerza diversificadora se desencadenó y operó en su totalidad durante el óptimo climático del Mioceno medio. La transgresión resultante, una masiva inundación que cubrió de aguas marinas amplias porciones de tierras bajas de la cara occidental de los Andes entre las latitudes 38 a 48ºS, generó aislamiento de las poblaciones del género durante un tiempo suficiente para diferenciarse específicamente, las que, al descender las aguas, continuaron su individualidad, la cual mantienen hasta la actualidad. Las poblaciones que darían forma a D. gliroides habrían evolucionado al quedar aisladas por la inundación en una parte elevada del sur de la isla Grande de Chiloé; las que formarían a D. bozinovici lo habrían hecho en territorios continentales del norte; las que formaron D. mondaca habrían evolucionado al quedar aisladas en una paleoisla cerca de Valdivia, correspondiente a partes elevadas de la actual cordillera de la Costa.
Esta reconstrucción evolutiva coincide con la distribución ancestral propuesta para los linajes sudamericanos del género Nothofagus, árboles que, en conjunción con las cañas o bambúes del género Chusquea, están íntimamente relacionados con los monitos del monte.

## Distribución y hábitat
Esta especie se distribuye de manera endémica en bosques templados y templado-fríos en el centro-sur de Chile y un sector cordillerano del suroeste de la Argentina.
En Chile habita en bosques desde la costa del Pacífico hasta el límite con la Argentina, tanto en los de la cordillera de la Costa como en el valle Central y en los de la cordillera andina. Por el norte, alcanza las reservas nacionales Los Ruiles y Altos de Lircay, en la región del Maule, mientras que por el sur se han encontrado especímenes en la provincia de Palena, entre Chaitén y Futaleufú. Se han identificado poblaciones en la zona del volcán Quetrupillán, en el límite entre las regiones de la Araucanía y de Los Ríos, y en la región del Bío-Bío.
En la Argentina habita en bosques próximos al lago Quillén (departamento Aluminé, parque nacional Lanín), sector fronterizo del centro-oeste de la provincia de Neuquén, en el noroeste de la Patagonia argentina.